# CRRC
CRRC Corporation Limited (conocida como CRRC) es un fabricante chino de material rodante que cotiza en bolsa, formado el 1 de junio de 2015 con la fusión de CNR Corporation y CSR Corporation. En 2016 contaba con 183 061 empleados y es con diferencia el mayor fabricante de material rodante del mundo, por encima de Alstom y Siemens. Su empresa matriz es CRRC Group, una empresa de propiedad estatal supervisada por la Comisión estatal para la supervisión y administración de los activos del Estado. El Consejo de Estado también poseía acciones adicionales a través de China Securities Finance y Central Huijin Investment.

## Historia
CNR Corporation y CSR Corporation comenzaron como una sola compañía, China National Railway Locomotive & Rolling Stock Industry Corporation (LORIC). La empresa fue dividida en 2002.
A finales de 2014, CNR Group y CSR Group acordaron fusionarse, sujeto a la aprobación del estado chino. Según el acuerdo, CNR Group adquiriría formalmente a CSR Group, mientras que CSR Corporation adquiriría a CNR Corporation, y así, la fusión pasaría a llamarse CRRC Group y CRRC Corporation Limited, respectivamente. Las razones dadas para la fusión fueron incrementar la eficiencia y mejorar su capacidad de competir a nivel internacional.
La fusión comenzó el 1 de junio de 2015, con cada acción de CNR siendo intercambiada por 1.1 acciones de CSR: la empresa combinada se convirtió en el mayor fabricante de material rodante ferroviario del mundo y controló más del 90% del mercado chino. Los empleados totales de la combinación fueron 175,700, y el capital social se valoró en CN¥27,289  mil millones.
Después de la fusión, CRRC comenzó a expandirse en el extranjero; después de ganar un pedido de 284 vehículos (posteriormente ampliado a 404 vehículos) para vagones de metro para las líneas Roja y Naranja de la MBTA con una oferta de  US$556,6 millones en octubre de 2014, la empresa comenzó a construir una planta de ensamblaje de 13 900 metros cuadrados (16 624,3 yd²) en Springfield, Massachusetts, en el sitio de una antigua planta de Westinghouse a partir de septiembre de 2015. La planta comenzó los trabajos de manufactura en abril de 2018.
A mediados de 2015, comenzó la producción en una planta de material rodante en Batu Gajah, Perak, Malasia, una planta satélite de CRRC Zhuzhou Locomotive, y la primera de la corporación fuera de China. Además, la antigua CSR había adquirido Emprendimientos Ferroviarios en Argentina en 2014 y anunció en 2016 que comenzaría el mantenimiento y la producción de nuevo material rodante para exportar en el país. Argentina había comprado previamente una variedad de material rodante de la compañía a lo largo de los años, incluidos 704 vagones EMU, 81 vagones DMU, 44 locomotoras de pasajeros, 360 vagones, 107 locomotoras de carga y 3500 vagones de carga, además de los 150 vagones de la serie 200 para el subte de Buenos Aires. En 2017, el gobierno argentino compró 200 EMU adicionales de CRRC.
A mediados de 2015, CRRC formó una empresa conjunta de vagones de carga, Vertex Railcar, como socio minoritario de la firma de capital privado con sede en Hong Kong, Majestic Legend Holdings, para establecer la producción en Wilmington, Carolina del Norte, en una antigua instalación de Terex. CRRC proporcionó diseños de vagones y algunos componentes, y Majestic Legend invirtió US$6 millones; la planta estaba operativa a principios de 2016. En agosto de 2016, a pedido de una carta de 55 miembros de la Cámara de Representantes de los EE. UU. que alegaban que el gobierno chino estaba subvencionando injustamente a Vertex, el Departamento del Tesoro de los Estados Unidos inició una investigación sobre si la inversión china en Vertex constituía un riesgo para la seguridad nacional. 42 senadores estadounidenses enviaron una carta similar en septiembre, expresando su preocupación por las empresas estatales detrás de Vertex. El Departamento del Tesoro publicó su informe en diciembre y encontró que la propiedad conjunta no era un riesgo.
A finales de 2015, Yu Weiping, uno de los vicepresidentes de la compañía, declaró que la compañía planeaba duplicar las ventas en el extranjero durante cinco años, siendo el ferrocarril de pasajeros de América del Norte un objetivo. Los resultados financieros provisionales de seis meses de la nueva empresa mostraron un aumento de los ingresos en el extranjero de más del 60%. Los ingresos semestrales fueron de CN¥91,8 mil millones, con una ganancia bruta de CN¥19,5 mil millones. Los ingresos no ferroviarios (equipamiento de automóviles, generadores) fueron de CN¥20,94 mil millones.
En marzo de 2016, CRRC Sifang obtuvo un contrato para construir 400 vagones de la serie 7000 para la Autoridad de Tránsito de Chicago (CTA), con una opción para otros 446 vagones. El costo del contrato fue de US$632 millones hasta US$1,300 millones con opciones; como consecuencia, CRRC comenzó el desarrollo de una fábrica de ensamblaje de US$40 millones en Chicago, diseñada por Cornerstone Architects Ltd. con sede en Itasca, Illinois.
En marzo de 2017, CRRC MA, con sede en Quincy, Massachusetts, recibió un contrato de SEPTA para construir 45 vagones de dos niveles con la opción de 10 vagones adicionales para entrega en octubre de 2019. El pedido de SEPTA se construirá en la planta de Springfield y la carcasa de los vagones se fabricará en la planta de Tangshan. CRRC fue seleccionado sobre Hyundai Rotem y Bombardier, que también ofrecieron por el contrato de dos niveles y cada uno produjo equipos para SEPTA en el pasado. Más tarde ese mes, CRRC también recibió un contrato para construir 64 vagones HR4000 para la Autoridad de Transporte Metropolitano del Condado de Los Ángeles (LACMTA) que reemplazarán los vagones existentes en las líneas Roja y Púrpura de la agencia, con una opción para otros 218 vagones. La orden de LACMTA resultará en la construcción de una planta de ensamble (instalación de propulsión, climatización y otros montajes en general) en Los Ángeles con una superficie de 41 218 pies cuadrados (3829,3 m²).

### Acusaciones de soborno en Sudáfrica
En junio de 2016, una de las empresas predecesoras de CRRC, CSR Corporation Limited, estuvo implicada en denuncias de soborno para obtener una licitación de US$6,000 millones en 2012 para entregar 600 locomotoras a la Agencia Ferroviaria de Pasajeros de Sudáfrica (PRASA), propiedad del estado. Se informó que la futura protectora pública sudafricana Busisiwe Mkhwebane estuvo implicada en el trato cuando trabajaba como consejera de Inmigración y Servicios Cívicos en la embajada de Sudáfrica en China. Para 2020, se informó que los fondos asignados para pagar un contrato ajustado para entregar las locomotoras producidas por CSR Corporation, ahora reformada en CRRC, habían sido congelados por el Servicio de Impuestos de Sudáfrica debido a posibles casos de corrupción pagados a asociados de la familia Gupta.

### Sanciones estadounidenses
El Departamento de Defensa de los Estados Unidos alega que CRRC es un proveedor del Ejército Popular de Liberación. En noviembre de 2020, Donald Trump emitió una orden ejecutiva que prohíbe a cualquier empresa o individuo estadounidense poseer acciones en empresas que el Departamento de Defensa de los Estados Unidos haya enumerado como vinculadas al Ejército Popular de Liberación, que incluía a CRRC.
En octubre de 2022, el Departamento de Defensa de los Estados Unidos agregó CRRC a una lista de "compañías militares chinas" que operan en los EE. UU.

## Accionistas
A 31  de diciembre de  2016, CRRC era mayoritariamente propiedad de CRRC Group directa e indirectamente (mediante CRRC Inversión Financiera y de Valores, en chino: 中车金证投资 por 1.64%) por 55.91% del capital total en acciones (todo en acciones tipo A).: 85  Otras empresas estatales del gobierno central, tales como Finanzas de valores de China (2.87%) e Inversión central de Huijin (1.12%), también poseían una participación minoritaria.: 83  En términos de acciones, BlackRock poseía 6.13% en acciones H en posición larga (número de acciones 267,971,072), o 0.98% en términos del capital total en acciones.: 85 Himalaya Capital Investors, un fondo de inversión basado en Seattle también poseía alrededor de 6.13% en acciones H en posición larga (número de acciones 267,904,000).: 85 Entre los demás accionistas, cada uno poseía menos de 1% en acciones en términos del capital total en acciones.: 83–85 

## Otras inversiones
El 8 de enero de 2016, CRRC Corporation compró una participación del 13,06 % en Tenencia de seguros unida de China (en chino simplificado, 中华保险) del Fondo de Seguridad de Seguros de China por CN¥4,455 mil millones También es copropietario de Zhuzhou Times New Material Technology mediante su empresa matriz CRRC Group .
En noviembre de 2016, la compañía (a través de CRRC Zhuzhou Locomotive) confirmó planes para comprar Škoda Transportation con sede en la República Checa. Sin embargo, el trato nunca se concretó.